# 多瑙埃兴根
多瑙埃兴根（德語：Donaueschingen）是德國巴登-符腾堡聯邦州西南面的一個小鎮。它位處黑森林的南方，鄰近多瑙河兩個源頭的滙合處，並因此成為多瑙埃兴根的名字來源。

## 友好城市
- 法國 萨韦尔讷

## 图册

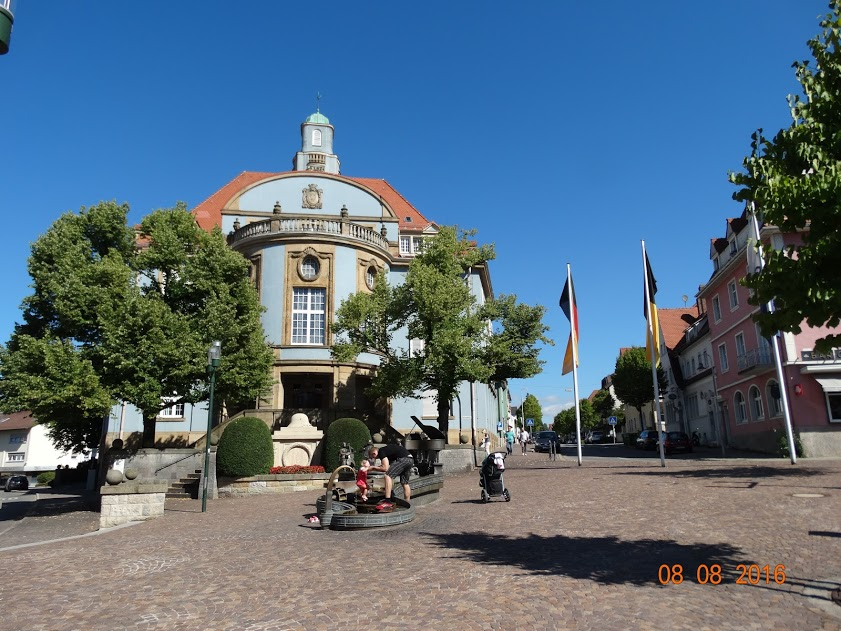
城镇厅和音乐家的喷泉

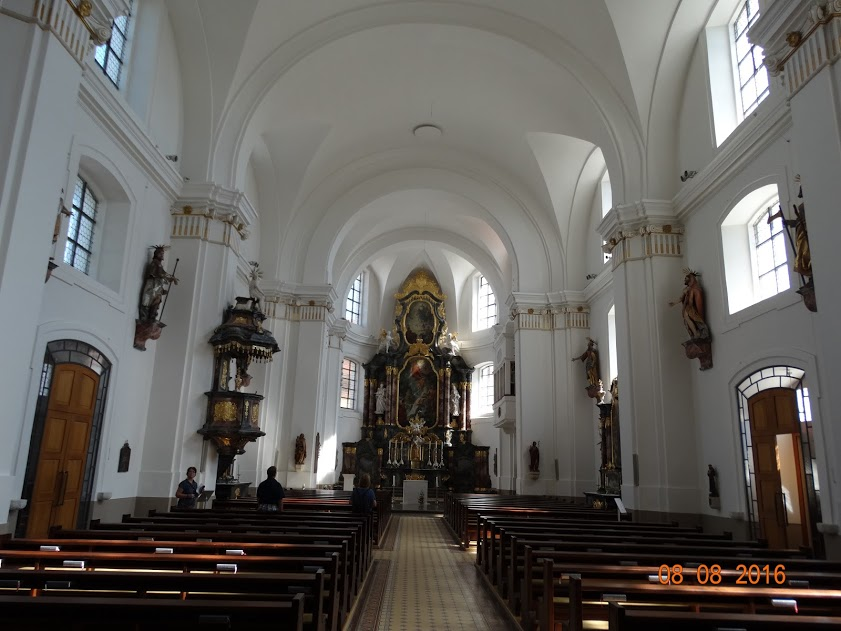
多瑙埃兴根施洗者聖約翰教堂
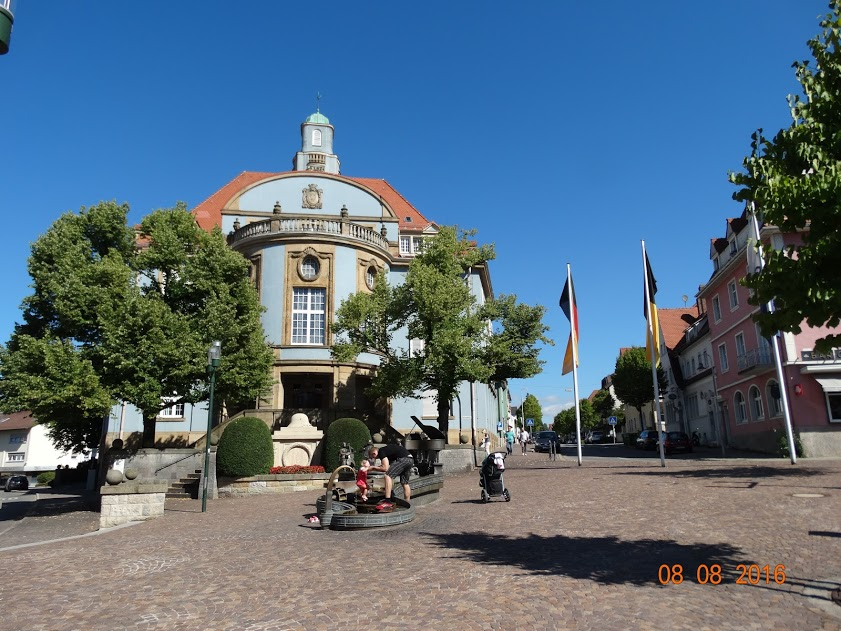
城镇厅和音乐家的喷泉

## 外部連結
- 官方網頁